# Rádio Copacabana
Rádio Copacabana é uma emissora de rádio brasileira sediada no Rio de Janeiro, capital do estado homônimo. Opera no dial AM, na frequência 680 kHz, concessionada em São Gonçalo, e é uma emissora própria da Rede Aleluia, sendo pertencente à Igreja Universal do Reino de Deus. Seus estúdios estão no Templo da Glória do Novo Israel, sede carioca da IURD, em Del Castilho, e seus transmissores estão no bairro das Palmeiras, em São Gonçalo, no mesmo parque de transmissão da Rádio Contemporânea.

## História
Foi fundada em 1951 com o nome de Rádio Mapinguari, operante em São Gonçalo, seu município de origem. Em 1953, suas ações foram adquiridas por Pedro Moacir, que fez maiores investimentos na emissora. A estação operava em 1.250 kHz e foi transferida para os 680 kHz, ganhando modificações no transmissor e na torre.
Um dos nomes que fazia parte da emissora era o do palhaço Carequinha, que comandava o programa Clube Infantil.
Em 1955, a Mapinguari foi transferida para a cidade do Rio de Janeiro e recebeu o nome de Rádio Copacabana.
Na década de 1980, pertencia ao empresário evangélico Francisco Silva, que anos mais tarde adquiriu a Rádio Melodia. Em julho de 1984, a Rádio Copacabana foi adquirida pela Igreja Universal do Reino de Deus, sendo o primeiro veículo de comunicação adqurido pela entidade, que até então vinha apenas arrendando horários em outras emissoras de rádio e televisão e necessitava da própria emissora. Para a compra da rádio, a Universal organizou uma concentração no Estádio do Maracanã conduzida pelo bispo Edir Macedo, onde os fiéis da igreja doaram seus bens para que a quantia necessária fosse arrecadada. Atualmente, transmite sua programação em cadeia com a 105 FM, que, por sua vez, integra a Rede Aleluia.